# Doncaster Works

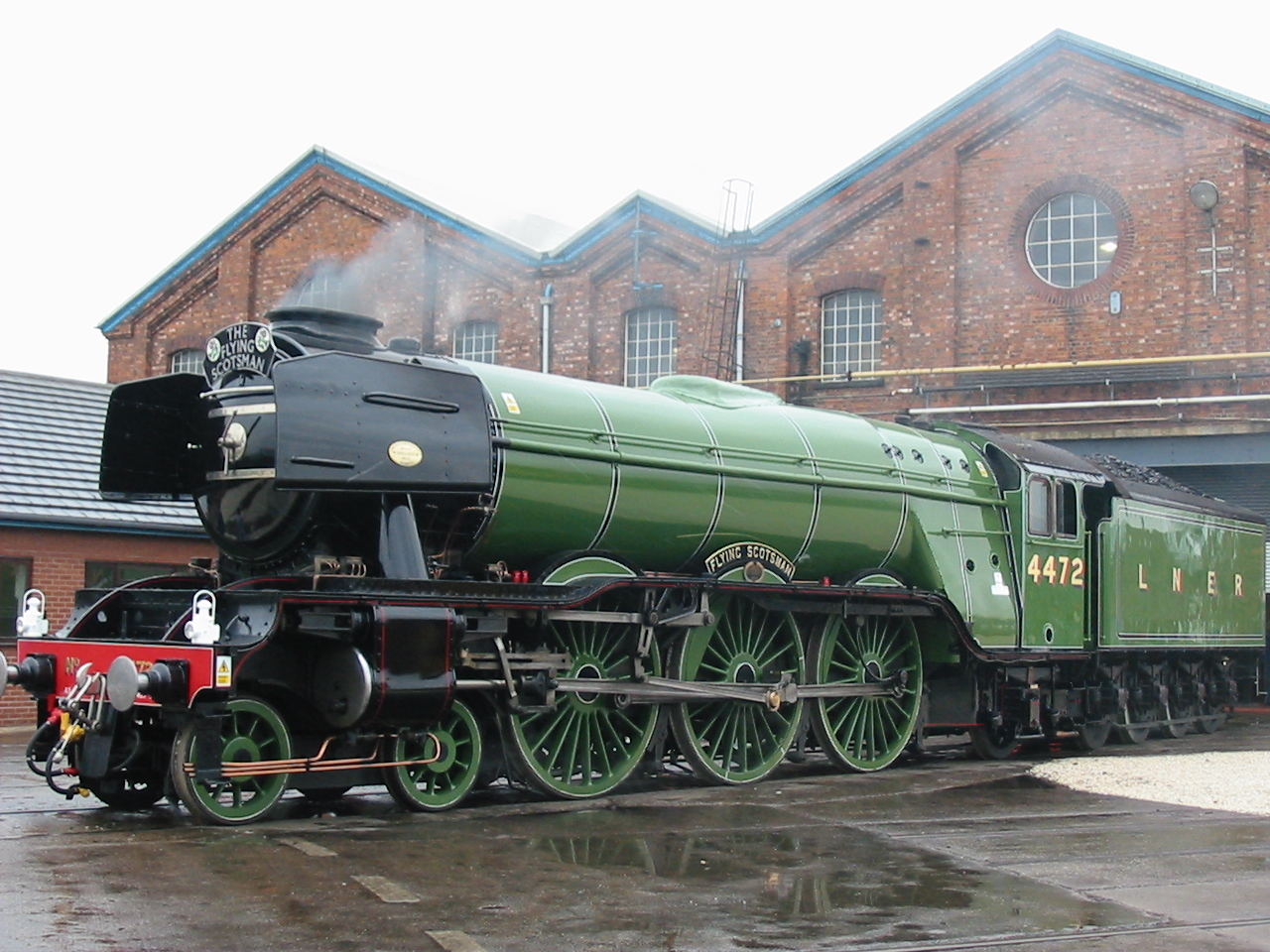
«Летучий шотландец» на Донкастерском заводе в июле 2003 года

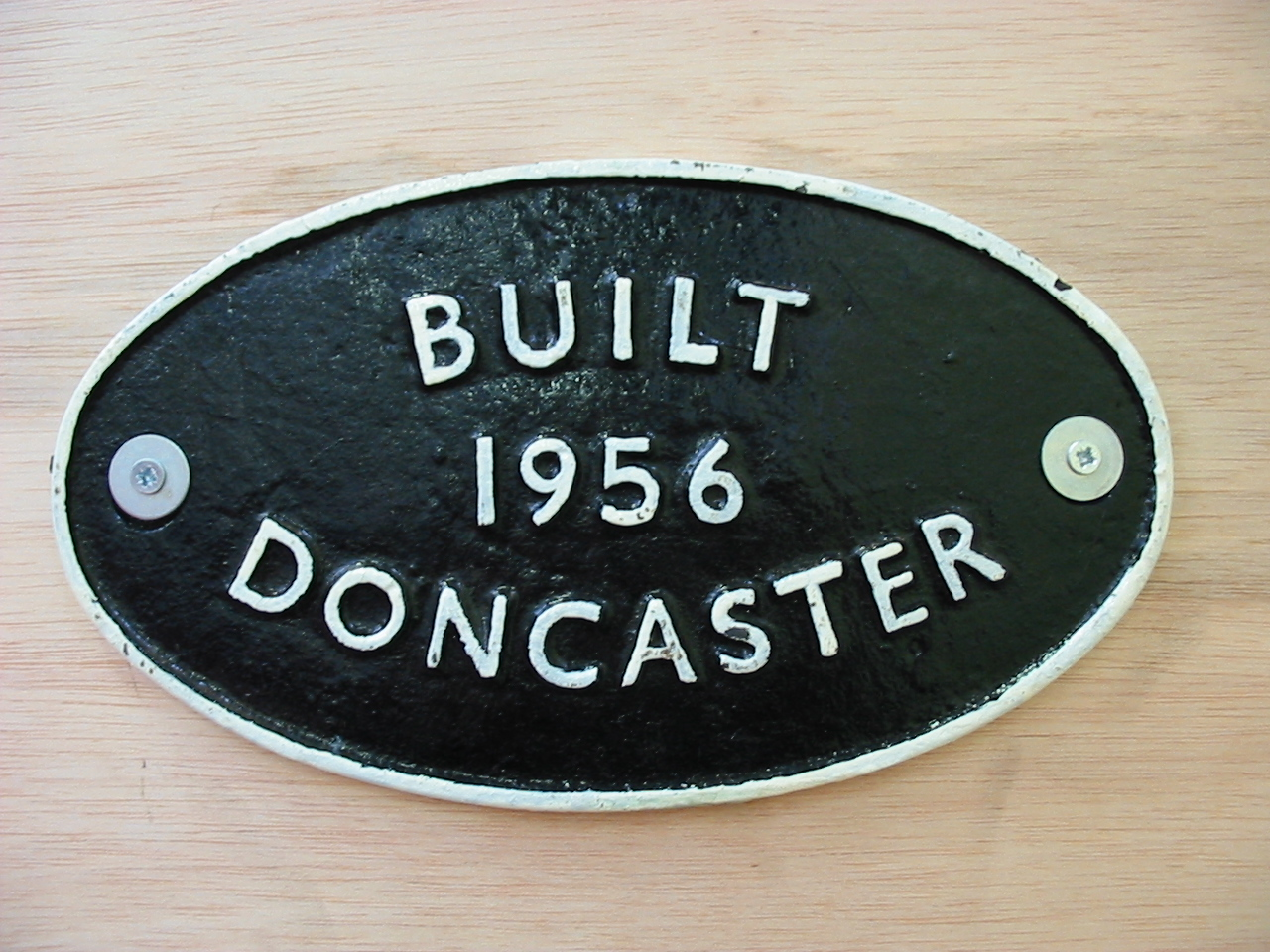
Шильдик Донкастерского завода

Doncaster Works (с англ. — «Донкастерский завод») — завод, расположенный в городе Донкастер, графство Южный Йоркшир, Англия.
Построен Great Northern Railway в 1853 году на замену заводам в Бостоне и Питерборо. До 1867 года на предприятии осуществлялся только ремонт и обслуживание подвижного состава.
В 1866 году локомотивным суперинтендантом завода был назначен Патрик Стирлинг. В 1886 году завод выпустил первый паровоз, получивший серийный номер 875. В это же время началось строительство новых вагонов: в 1873 году появились первые спальные вагоны, в 1879 году — первые в Великобритании вагоны-рестораны, в 1882 — году первый купейный вагон.
Среди локомотивов, выпущенных заводов, были GNR Stirling 4-2-2 Стирлинга; GNR Class С1 Айватта; LNER Class A1/A3 Грезли, в том числе всемирно известный «Летучий шотландец», первый локомотив, достигший скорости 100 миль в час и осуществлявший безостановочную перевозку пассажиров с вокзала Кингс-Кросс в Лондоне на вокзал Уэйверли в Эдинбурге; и LNER Class A4 Грезли, в том числе самый быстрый в мире паровоз Mallard, достигший скорости 126 миль в час 3 июля 1938 года. Локомотивы завода тянули экспресс-поезда «Летучий шотландец», «Серебряный юбилей», «Коронация» и «Елизаветинский». Для последнего на Донкастерском заводе были построены и вагоны.
Завод продолжал строительство всех видов подвижного состава. Во время Второй мировой войны, как и другие заводы, он выполнял военные заказы, производя, среди прочего, планеры Horsa для воздушного десанта для высадки в Нормандии. В 1940 году пожар уничтожил старый вагоностроительный цех. Новое здания построили в 1949 году с учётом строительства стальных вагонов для British Railways.
В 1957 году из ворот завода вышел BR Standard Class 4 № 76114, последний из более чем 2000 построенных паровозов. Производство вагонов прекратилось в 1962 году, но завод были модернизирован: появилась мастерская по ремонту тепловозов. Под управлением British Rail Engineering Limited здесь строились дизельные маневровые локомотивы и электровозы для сети 25 кВ, а также дизель-электрические локомотивы Class 56 и Class 58.
В 2007 году компания Bombardier Transportation закрыла принадлежавшую ей часть завода. В начале 2008 года главная мастерская по ремонту локомотивов в районе Кримпсал была снесена, а территория передана под жилую застройку. Компания Wabtec Rail продолжает проводить модернизацию пассажирского подвижного состава на донкастерской территории.